# 冀州 (胡漢)
冀州是五胡十六国中汉国的州。
汉光文帝河瑞元年（309年），汉国迁都平阳，在平阳设置雍州，在离石设置幽州，在猗氏（治所在今山西省临汾市安泽县东南）设置冀州，冀州下辖上党郡。上党郡下辖猗氏县、壶关县、屯留县、长子县、泫氏县、高都县、襄垣县。靳准之乱被刘曜平定，刘曜迁都长安，离石一带被后赵石勒攻克，后赵废除冀州。